# Karl Wilhelm Martin
Karl Wilhelm Martin (* 27. Oktober 1846 in Frenkendorf; † 16. Dezember 1885 in Liestal) war ein Schweizer Politiker.

## Leben
Martin absolvierte die Bezirksschule in Liestal und das Pädagogium in Basel. Anschliessend studierte er in Berlin und Basel und erhielt den Titel Dr. iur. In Basel hatte er mehrere amtliche Stellungen, bis er bei der Schweizerischen Centralbahn Leiter des Reklamationsbüros wurde.
Martin gelangte als ein Vertreter der verjüngten Ordnungspartei von 1872 bis 1873 in die Regierung und hatte das Amt Militär und Polizei inne. Er war auch während einer kurzen Zeit Mitglied des Landrats. Er übernahm 1873 in Liestal das Advokaturbüro von Hans-Georg Schwarz und war Präsident des Kantonalturnvereins. Er starb 39-jährig an einem Herzschlag.